# Romans, Ain
Romans är en kommun i departementet Ain i regionen Auvergne-Rhône-Alpes i östra Frankrike. Kommunen ligger  i kantonen Châtillon-sur-Chalaronne som ligger i arrondissementet Bourg-en-Bresse. Kommunens areal är 22,32 km². År 2022 hade Romans 628 invånare.

## Befolkningsutveckling
Antalet invånare i kommunen Romans
Referens: INSEE